# Station Totnes
Totnes is een spoorwegstation van National Rail in South Hams in Engeland. Het station is eigendom van Network Rail en wordt beheerd door Great Western Railway. 

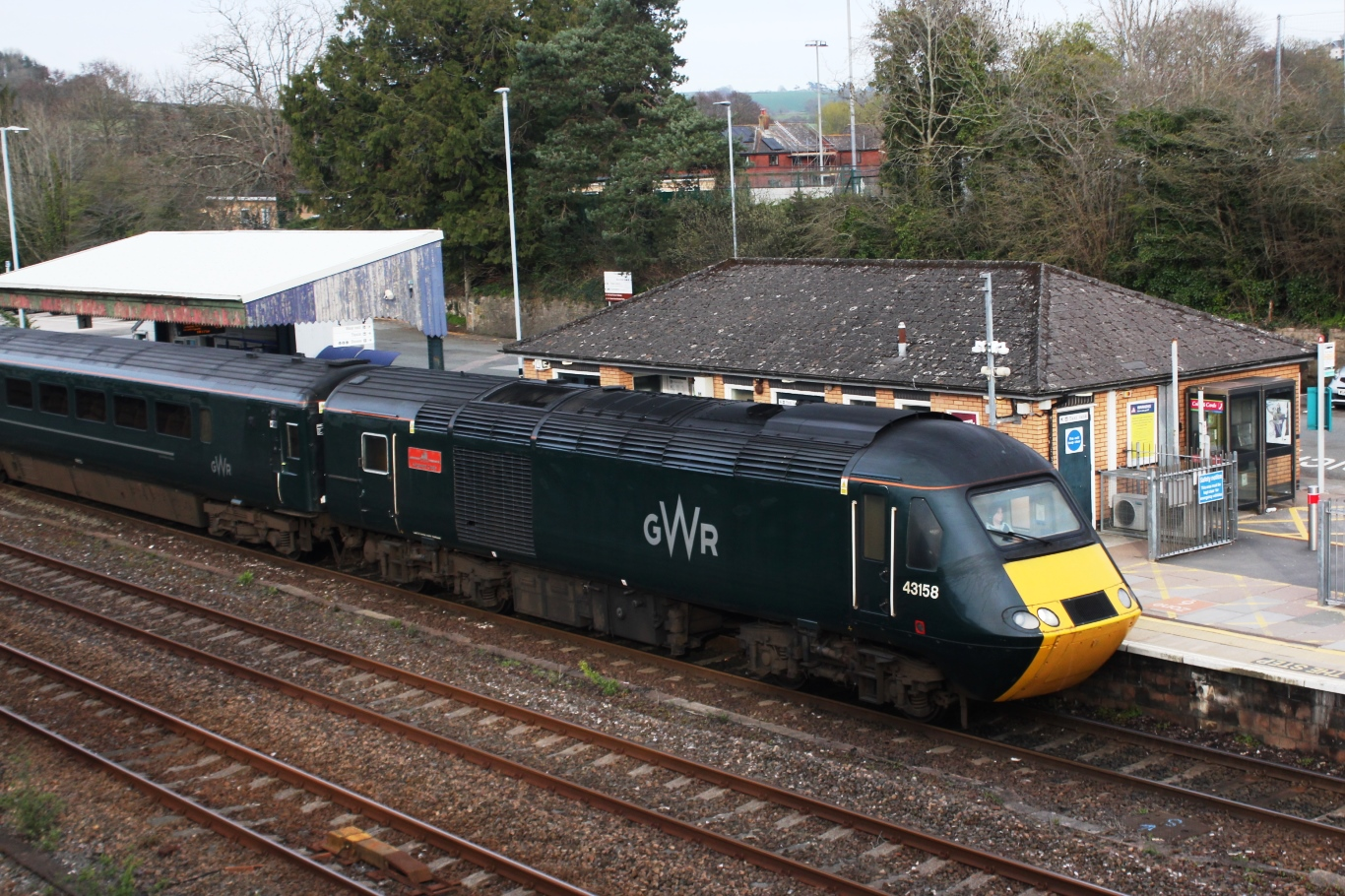
Locomotief class 43 van GWR in Totnes, 2023